# Doug Racine

Doug Racine

Douglas A. Racine, genannt Doug Racine (* 7. Oktober 1952 in Burlington, Vermont), ist ein US-amerikanischer Politiker, der von 1997 bis 2003 Vizegouverneur von Vermont war.

## Leben
Doug Racine wurde in Burlington, Vermont geboren. Er schloss die Burlington High School ab und machte im Jahr 1974 seinen Abschluss an der Princeton University. Er war Secretary of Human Services und als Mitglied der Vermonter Demokratischen Partei gehörte er dem Senat von Vermont an. 
Bevor er Vizegouverneur wurde, leistete Racine von 1983 bis 1992 fünf Amtszeiten im Senat von Vermont ab. Er war Vorsitzender des Senate Natural Resources and Energy Committee und Präsident pro Tempore des Senats von 1989 bis 1992. Zum Vizegouverneur wurde er 1996 gewählt und er gewann zwei Wiederwahlen, so dass er dieses Amt von 1997 bis 2003 ausübte. Im Jahr 2002 kandidierte er für das Amt des Gouverneurs, unterlag aber Jim Douglas. In dieser Wahl gewann kein Kandidat die Mehrheit, jedoch gelang es Racine nicht eine Mehrheit vor der Vermont General Assembly zu erlangen. Nachdem er diese Wahl verloren hatte, wurde Racine im Jahr 2006 erneut in den Senat von Vermont gewählt und im Jahr 2008 wiedergewählt. 
Eine weitere Kandidatur um das Amt des Gouverneurs machte Racine im Jahr 2010. In der Nominierungswahl der Demokratischen Partei für die Wahl zum Gouverneur von Vermont  unterlag Racine Peter Shumlin. Da die Abstimmung sehr knapp ausfiel, beantragte Racine eine Neuauszählung, welche jedoch die Nominierung Shumlins bestätigte. Shumlin gewann die Wahl gegen den Republikanischen Vizegouverneur Brian Dubie und wurde Gouverneur.
Am 30. November 2010 benannte Shumin Racine zum Secretary of Human Services. Am 12. August 2014 enthob Gouverneur Shumlin Racine von diesem Amt.
Er ist Vizepräsident der Willie Racine's, Inc., eines Jeep-Autohandels, gegründet durch seinen Vater.